# Rhinolophus ziama
Rhinolophus ziama — вид рукокрилих родини Підковикові (Rhinolophidae).

## Поширення
Країни поширення: Гвінея, Ліберія. Цей вид пов'язаний як з гірськими так і з рівнинними тропічними вологими лісами.

## Загрози та охорона
Цей вид знаходиться під загрозою через вирубку лісів. Поки не відомо, чи вид присутній в будь-якій з охоронних територій.